# Fledermausquartier Schmelz
Fledermausquartier Schmelz este o arie protejată (arie specială de conservare — SAC, sit de importanță comunitară — SCI) din Germania întinsă pe o suprafață de 0,1 ha, integral pe uscat.

## Localizare
Centrul sitului Fledermausquartier Schmelz este situat la coordonatele 49°26′36″N 6°51′13″E / 49.4433°N 6.8536°E.

## Înființare
Situl Fledermausquartier Schmelz a fost declarat sit de importanță comunitară în februarie 2004 pentru a proteja 1 specie de animale. Situl a fost protejat și ca arie specială de conservare în ianuarie 2015.

## Biodiversitate
Situată în ecoregiunea continentală, aria protejată nu include niciun habitat protejat.
La baza desemnării sitului se află o specie protejată de  mamifere: liliac comun (Myotis myotis).